# Alexandru Ciupe
Alexandru Remus Ciupe (* 18. března 1972 Beiuș) je bývalý rumunský zápasník – judista, který od roku 1999 reprezentoval Kanadu.

## Sportovní kariéra
S judem začínal v rumunském Aradu pod vedením Mihaie Boteze. Vrcholově se připravoval v policejním sportovním středisku Dinamo v Braşově. V rumunské mužské reprezentaci se pohyboval od počátku devadesátých let dvacátého století v polostřední váze do 78 kg. V roce 1992 se kvalifikoval na olympijské hry v Barceloně, kde prohrál ve čtvrtfinále s Japoncem Hidehiko Jošidou na ippon technikou uči-mata. V opravném pavouku se do bojů o medaile neprobojoval a obsadil dělené 7. místo.
V roce 1993 se po mistrovství světa v kanadském Hamiltonu rozhodl v Kanadě zůstat. Usadil se na předměstí Montréalu, kde vedle tréninku juda v klubu CDJ Metropolitain pracoval jako strojník v závodech firmy Velan. V roce 1996 ještě jako reprezentant Rumunska startoval na olympijských hrách v Atlantě, kde prohrál v úvodním kole na ippon technikou tai-otoši s Vladimirem Šmakove z Uzbekistánu. Kanadské občanství obdržel koncem devadesátých let a od roku 1999 Kanadu v judu reprezentoval se statusem poloprofesionála. Sportovní kariéru ukončil v roce 2007.

## Výsledky
| Turnaj                  | Rumunsko         | Rumunsko         | Rumunsko         | Rumunsko         | Rumunsko         | Rumunsko         | Rumunsko         | Rumunsko         | Rumunsko         | Kanada           | Kanada           | Kanada           | Kanada  | Kanada  | Kanada    | Kanada    | Kanada    |
| Turnaj                  | 1990             | 1991             | 1992             | 1993             | 1994             | 1995             | 1996             | 1997             | 1998             | 1999             | 2000             | 2001             | 2002    | 2003    | 2004      | 2005      | 2006      |
| Turnaj                  | 18               | 19               | 20               | 21               | 22               | 23               | 24               | 25               | 26               | 27               | 28               | 29               | 30      | 31      | 32        | 33        | 34        |
| Turnaj                  | polostřední váha | polostřední váha | polostřední váha | polostřední váha | polostřední váha | polostřední váha | polostřední váha | polostřední váha | polostřední váha | polostřední váha | polostřední váha | polostřední váha | střední | střední | polotěžká | polotěžká | polotěžká |
| ----------------------- | ---------------- | ---------------- | ---------------- | ---------------- | ---------------- | ---------------- | ---------------- | ---------------- | ---------------- | ---------------- | ---------------- | ---------------- | ------- | ------- | --------- | --------- | --------- |
| Olympijské hry          |                  |                  | 7.               |                  |                  |                  | úč.              |                  |                  |                  | —                |                  |         |         | —         |           |           |
| Mistrovství světa       |                  | —                |                  | 7.               |                  | 7.               |                  | —                |                  | —                |                  | úč.              |         | —       |           | úč.       |           |
| Panamerické hry         |                  |                  |                  |                  |                  |                  |                  |                  |                  | —                |                  |                  |         | —       |           |           |           |
| Mistrovství Evropy      | —                | —                | 5.               | úč.              | —                | úč.              | úč.              | —                | —                |                  |                  |                  |         |         |           |           |           |
| Panamerické mistrovství |                  |                  |                  |                  |                  |                  |                  |                  |                  | —                | úč.              | —                | 7.      | —       | —         | 2.        | 3.        |
| MS juniorů              | —                |                  | 3.               |                  |                  |                  |                  |                  |                  |                  |                  |                  |         |         |           |           |           |
| ME juniorů              | 3.               | 3.               | 3.               |                  |                  |                  |                  |                  |                  |                  |                  |                  |         |         |           |           |           |